# Daneș
Daneş (Hongaars: Dános; Duits: Dunesdorf) is een comună in het district Mureș, Transsylvanië, Roemenië, vlak bij de stad Sighișoara. Het is opgebouwd uit vier dorpen, namelijk:
- Criş
- Daneş
- Seleuş
- Stejărenii

## Galerij

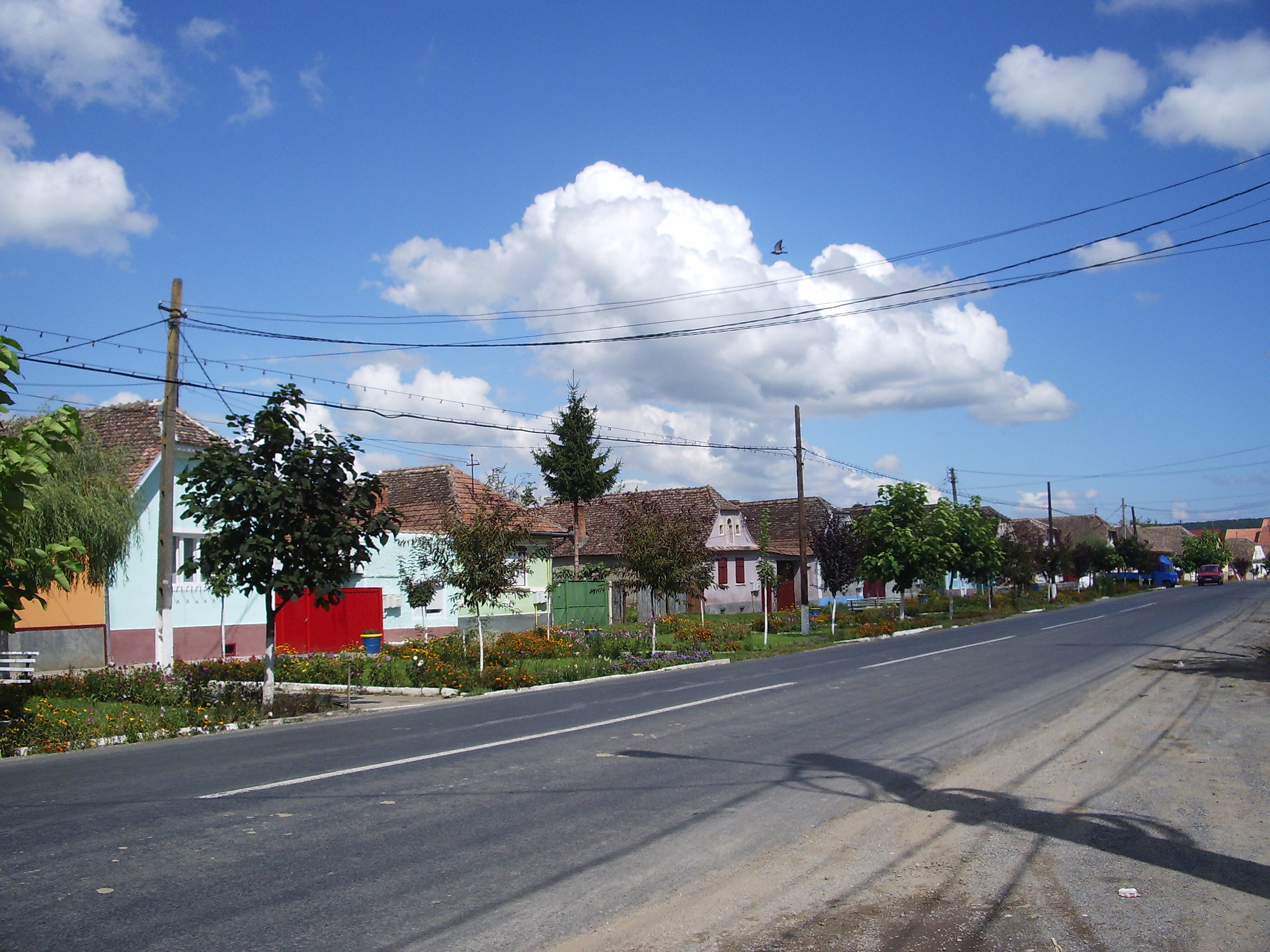
Een zicht op Daneş

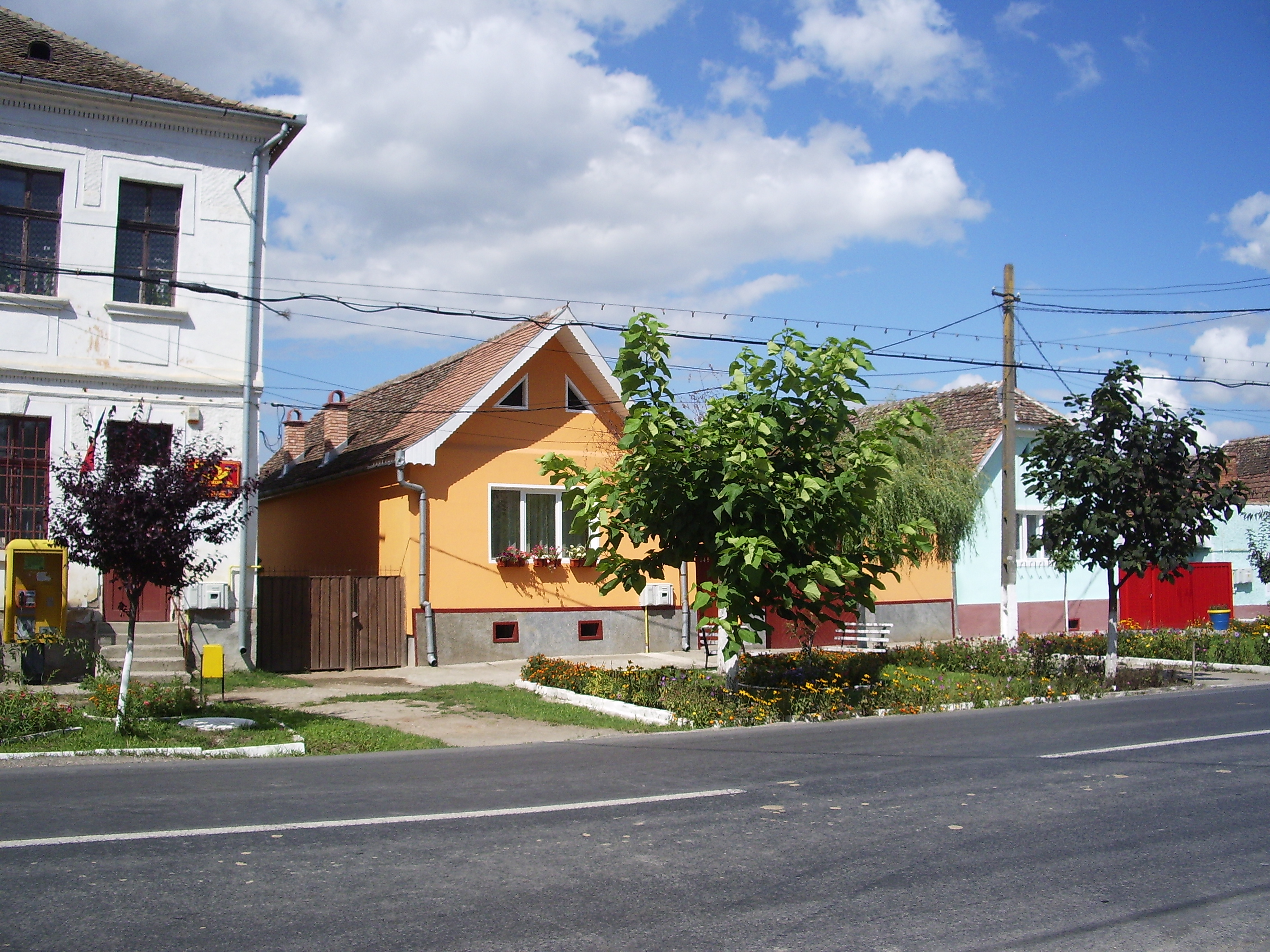
Enkele huizen in Daneş